# Tom Johnstone

a Compétitions nationales et continentales officielles uniquement.

b Matchs officiels uniquement.
Tom Johnstone, né le 13 août 1995 en Allemagne, est un joueur de rugby à XIII anglais d'origine écossaise évoluant au poste d'ailier dans les années 2010. Il fait ses débuts professionnels en Super League à Wakefield en 2015. Il prend une place de titulaire au sein de ce club et participe activement au renouveau du club atteignant régulièrement au Super 8. En 2018, il est appelé en équipe d'Angleterre par le sélectionneur Wayne Bennett.

## Palmarès
- Collectif :
  - Finaliste de la Super League : 2023 (Dragons Catalans).
- Individuel :
  - Nommé dans l'équipe type de Super League : 2018 (Wakefield).
  - 8e au classement des talents internationaux (hors Angleterre, Australie et Nouvelle-Zélande) effectué par le magazine Rugby League World en octobre 2018[1]

### Détails en sélection
| 1. | 17 octobre 2018 | France | 44-6 | Amical | Centre | 12 | 3 | 0 | 0 |

### Statistiques
| Saison | Saison                     | Championnat  | Championnat | Championnat | Championnat | Championnat | Championnat | Championnat | Coupe         | Coupe      | Coupe | Coupe | Coupe | Coupe | Coupe | Sélection | Sélection | Sélection | Sélection | Sélection | Sélection | Sélection |
| Saison | Saison                     | Comp.        | Class.      | M           | Pts         | Ess.        | Buts        | Dp.         | Comp.         | Class.     | M     | Pts   | Ess.  | Buts  | Dp.   | Comp.     | M         | Pts       | Ess.      | Buts      | Dp.       |           |
| ------ | -------------------------- | ------------ | ----------- | ----------- | ----------- | ----------- | ----------- | ----------- | ------------- | ---------- | ----- | ----- | ----- | ----- | ----- | --------- | --------- | --------- | --------- | --------- | --------- | --------- |
| 2015   | Wakefield Trinity Wildcats | Super League | 12e         | 13          | 36          | 9           | -           | -           | Challenge Cup | 1/8 finale | -     | -     | -     | -     | -     |           | -         | -         | -         | -         | -         |           |
| 2016   | Wakefield Trinity Wildcats | Super League | 8e          | 25          | 80          | 20          | -           | -           | Challenge Cup | 1/2 finale | 3     | 24    | 6     | -     | -     |           | -         | -         | -         | -         | -         |           |
| 2017   | Wakefield Trinity Wildcats | Super League | 5e          | 12          | 28          | 7           | -           | -           | Challenge Cup | 1/4 finale | -     | -     | -     | -     | -     |           | -         | -         | -         | -         | -         |           |
| 2018   | Wakefield Trinity Wildcats | Super League | 5e          | 24          | 96          | 24          | -           | -           | Challenge Cup | 1/8 finale | 1     | -     | -     | -     | -     |           | 1         | 12        | 3         | -         | -         |           |
| 2019   | Wakefield Trinity Wildcats | Super League | 9e          | 6           | 24          | 6           | -           | -           | Challenge Cup | 1/4 finale | -     | -     | -     | -     | -     |           | -         | -         | -         | -         | -         |           |
| 2020   | Wakefield Trinity Wildcats | Super League | 10e         | 14          | 36          | 9           | -           | -           | Challenge Cup | 1/4 finale | 1     | -     | -     | -     | -     |           | -         | -         | -         | -         | -         |           |
| 2021   | Wakefield Trinity Wildcats | Super League | 10e         | 11          | 20          | 5           | -           | -           | Challenge Cup | 3e tour    | 1     | -     | -     | -     | -     |           | -         | -         | -         | -         | -         |           |
| 2022   | Wakefield Trinity Wildcats | Super League | 10e         | 10          | 28          | 7           | -           | -           | Challenge Cup | 1/4 finale | -     | -     | -     | -     | -     |           | -         | -         | -         | -         | -         |           |
| 2023   | Dragons Catalans           | Super League | Finaliste   | 28          | 108         | 27          | -           | -           | Challenge Cup | 1/8 finale | 1     | 4     | 1     | -     | -     |           | -         | -         | -         | -         | -         |           |
| 2024   | Dragons Catalans           | Super League |             |             |             |             |             |             |               |            |       |       |       |       |       |           |           |           |           |           |           |           |